# Pigeon de Madagascar
Nesoenas picturatus
Espèce
Synonymes
- Columba picturata Temminck, 1813
- Streptopelia picturata (Temminck, 1813)

Statut de conservation UICN

 LC  : Préoccupation mineure

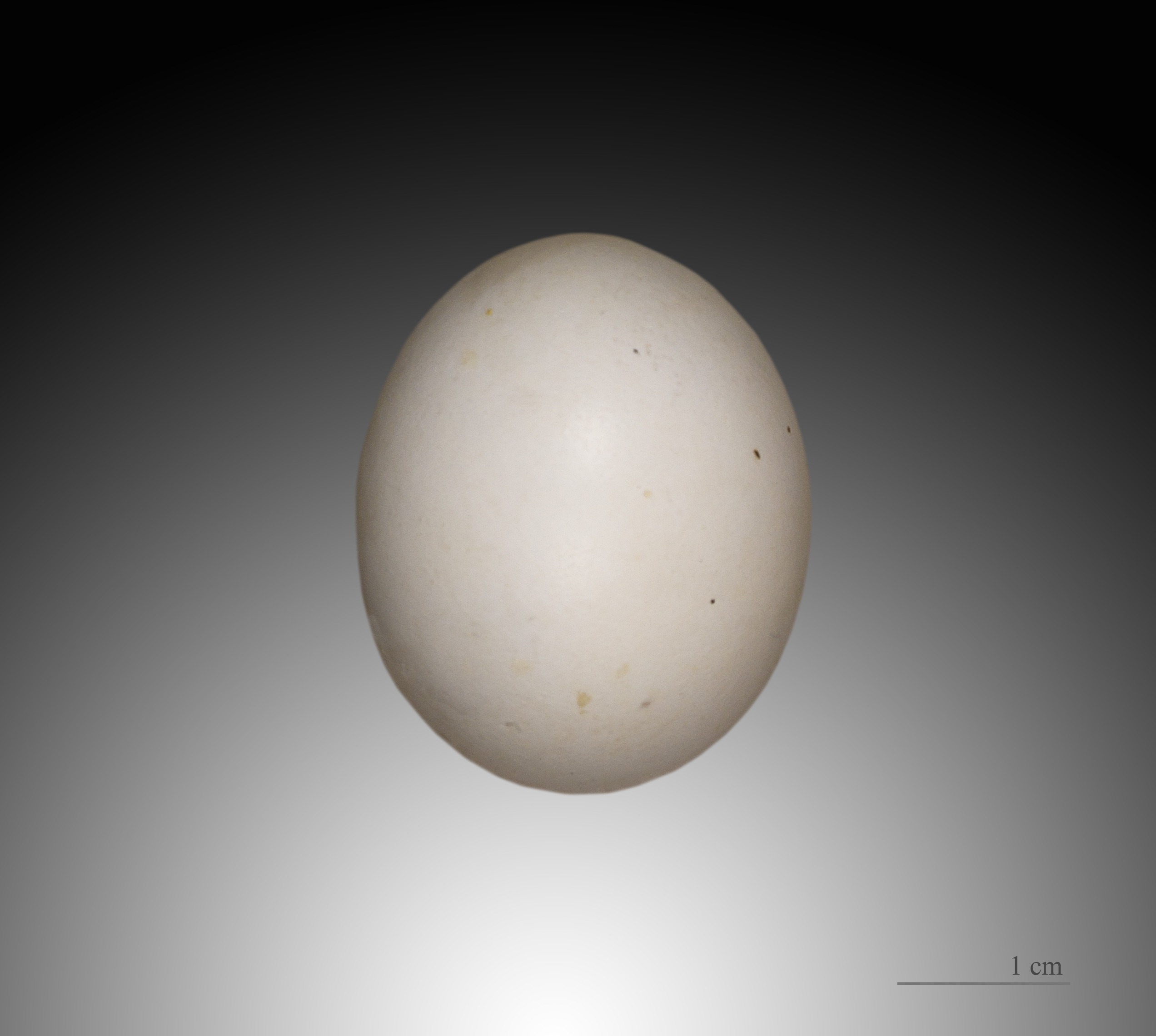
Œuf de Nesoenas picturatus - Muséum de Toulouse

Le Pigeon de Madagascar (Nesoenas picturatus, anciennement Streptopelia picturata), aussi connue en tant que Pigeon peint, Tourterelle peinte, Tourterelle malgache ou Tourterelle de Madagascar, est une espèce d’oiseaux appartenant à la famille des Columbidae.

## Description
L'adulte a la tête, le menton et la gorge gris-bleu, la nuque grise teintée de mauve, l'avant du cou lie-de-vin, l'arrière et les côtés de celui-ci gris-mauve marqués de taches noirâtres à la base des plumes et de petites taches métalliques mauve vif. Les parties supérieures du corps sont brun-mauve à l'exception du dos et des sus-caudales gris-brun tandis que les inférieures sont lie-de-vin soutenu à l'exception du ventre plus pâle et des sous-caudales blanches. Le dessus des ailes est brun roux à l'exception des rémiges brunes finement bordées de roux sur les marges externes tandis que le dessous est uniformément brun. Les rectrices sont entièrement brun-gris à l'exception des externes noirâtres à extrémité blanche. Le bec est rouge à la base et gris à l'extrémité. Les iris sont bruns au centre et cerclés de rouge, couleur retrouvée au niveau des cercles orbitaux. Les tarses et les doigts sont rougeâtres.

## Dénominations
L'espèce est aussi appelée vernaculairement : Tourterelle malgache,, Pigeon ramier, ramier, Pigeon peint, démoui, Pigeon rouge.